# SOR Libchavy
A SOR Libchavy spol s.r.o (ejtsd szor; a SOR a Sdružení Opravárenství a Rozvoje rövidítése) egy cseh autóbuszgyártó cég. 1991-ben alakult kis buszok tervezésére, gyártására, értékesítésére összpontosítva. A vállalat menedzsmentje úgy döntött, hogy egy 7,5 m hosszú busz megtervezése mellett mind a saját tervezésű, mind a motor-sebességváltó és az alvázat a világ kiemelkedő gyártói közül választja. A tervezési munkákat 1992 végén kezdték meg, és már 1993 végén kigördült a gyárkapun az első prototípus Perkins motorral és Voith sebességváltóval. A SOR a buszok gyártására összpontosít, hangsúlyt fektetve az alacsony költségű üzemeltetésre, nemcsak a hazai üzemeltetők számára, hanem az Európai Unió, vagy az egykori keleti blokk piacaira is. A SOR buszok Szlovákiában, Csehországban, Lengyelországban, Hollandiában, Szerbiában, Luxemburgban, Oroszországban, Dániában, Németországban, Észtországban, Litvániában, Lettországban, Ukrajnában, Horvátországban, Belgiumban, Bulgáriában és még a Feröer-szigeteken is megtalálhatók. A SOR különböző jármű-hosszúságokat kínál. Az eredeti 7,5 méteres járműveket már nem kínálják, de 8,5, 9,5, 10,5, 11, 12, 12,5, illetve 18,75 méter hosszú csuklós buszokból álló szabványos buszok állnak rendelkezésre.

## Céginformációk
A SOR vállalatirányítás hosszú távú stratégiája a buszok fejlesztése és gyártása, amelynek célja, hogy költséghatékony termékeket hozzanak létre. Ezt elsősorban a könnyűszerkezetes konstrukcióval lehet elérni. A jármű fejlesztését maga a SOR végzi. A SOR buszokat Libchavy városában gyártják a legkorszerűbb technológiával. Ide tartoznak az olyan technológiai rendszerek, mint a poliuretán kötés, a lézervágás és a robothegesztés. A magas tartósság és hosszú élettartam biztosítása érdekében nagyszámú műanyag, rozsdamentes acél és alumínium alkatrészeket használnak a járműveken. A modern berendezések a tervezési és a termékfejlesztési szakaszban kapnak helyet.
2009-ben a Prágai Közlekedési Vállalat (DPP) közel 600 járművet vásárolt az NB 12 és az NB 18 modelltartományokból. Egy évvel később a SOR pályázatot nyert, melynek köszönhetően mintegy 100 NB 18 autóbuszt gyárthatott a pozsonyi városi közlekedési vállalat számára. 2017 novemberéig a SOR Libchavy közel 7 700 járművet gyártott, amelynek több mint felét a Cseh Köztársaságban helyezték forgalomba.
A cégnek irodái vannak Lengyelországban, Németországban, Svájcban, a Balti országokban, Oroszországban és Moldovában, valamint a Balkánon is. 2017-ben a SOR több mint 650 alkalmazottat foglalkoztat és a térség egyik legnagyobb munkáltatója.

## Autóbusz-típusok
Elektromos buszok és trolibuszok:
- SOR EBN 8, EBN 9,5 EBN 10,5 EBN 11
- SOR NS 12
- SOR TNB 12, TNB 18

Városi:
- SOR NS DIESEL 12, NB 12, NB 18, NBG 12, NBG 18, BN 8,5 BN 9,5 BN 10,5 BN 12, BNG 10, BNG 10,5 BNG 12

Helyközi:
- SOR C 9,5 C 10,5 C 12 CN 8,5 CN 9,5 CN 10,5 CN 12 CN 12,5 CNG 10,5 CNG 12

Távolsági:
- SOR LH 9,5 LH 10,5 LH 12[3]

## Képek

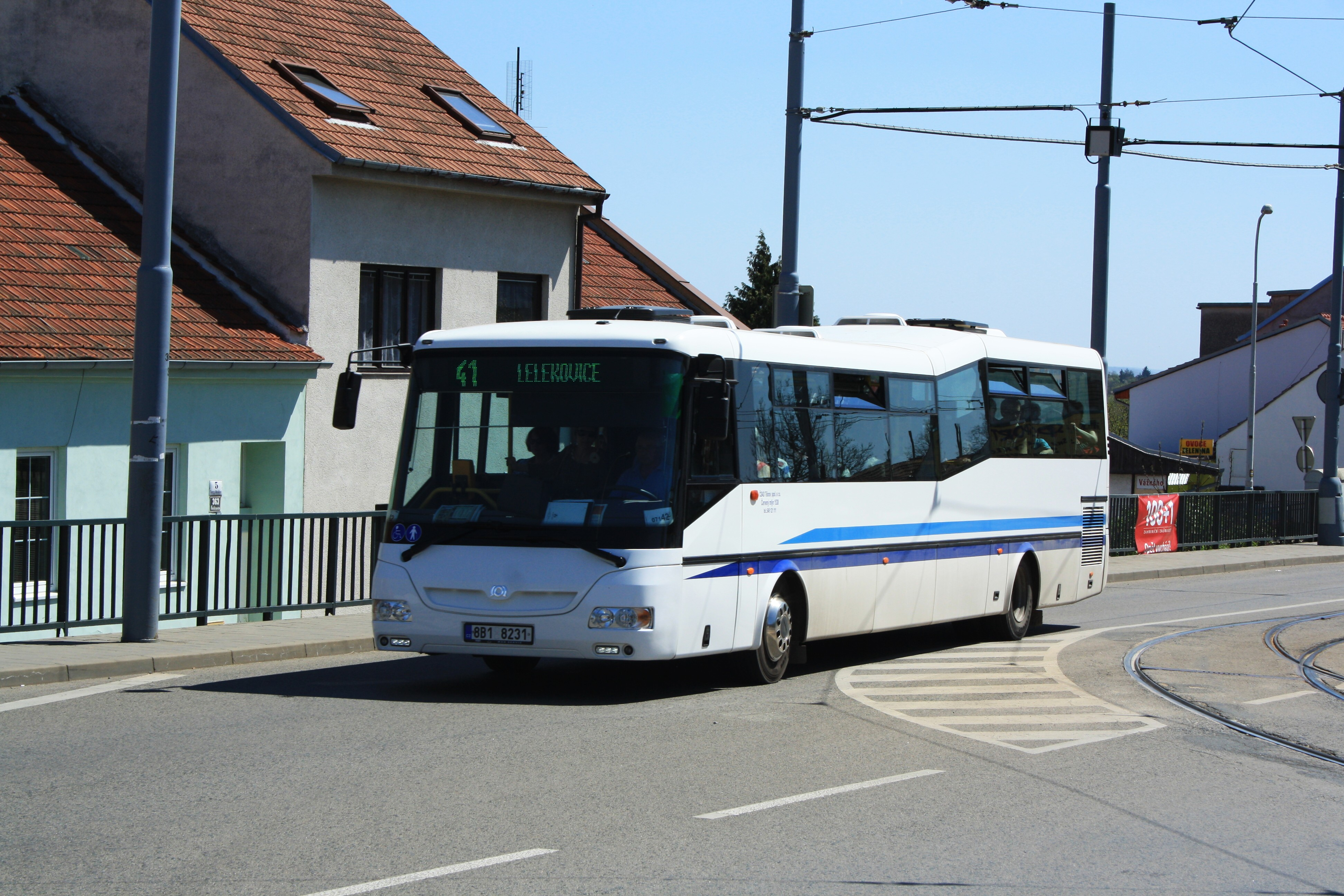
SOR BN 12
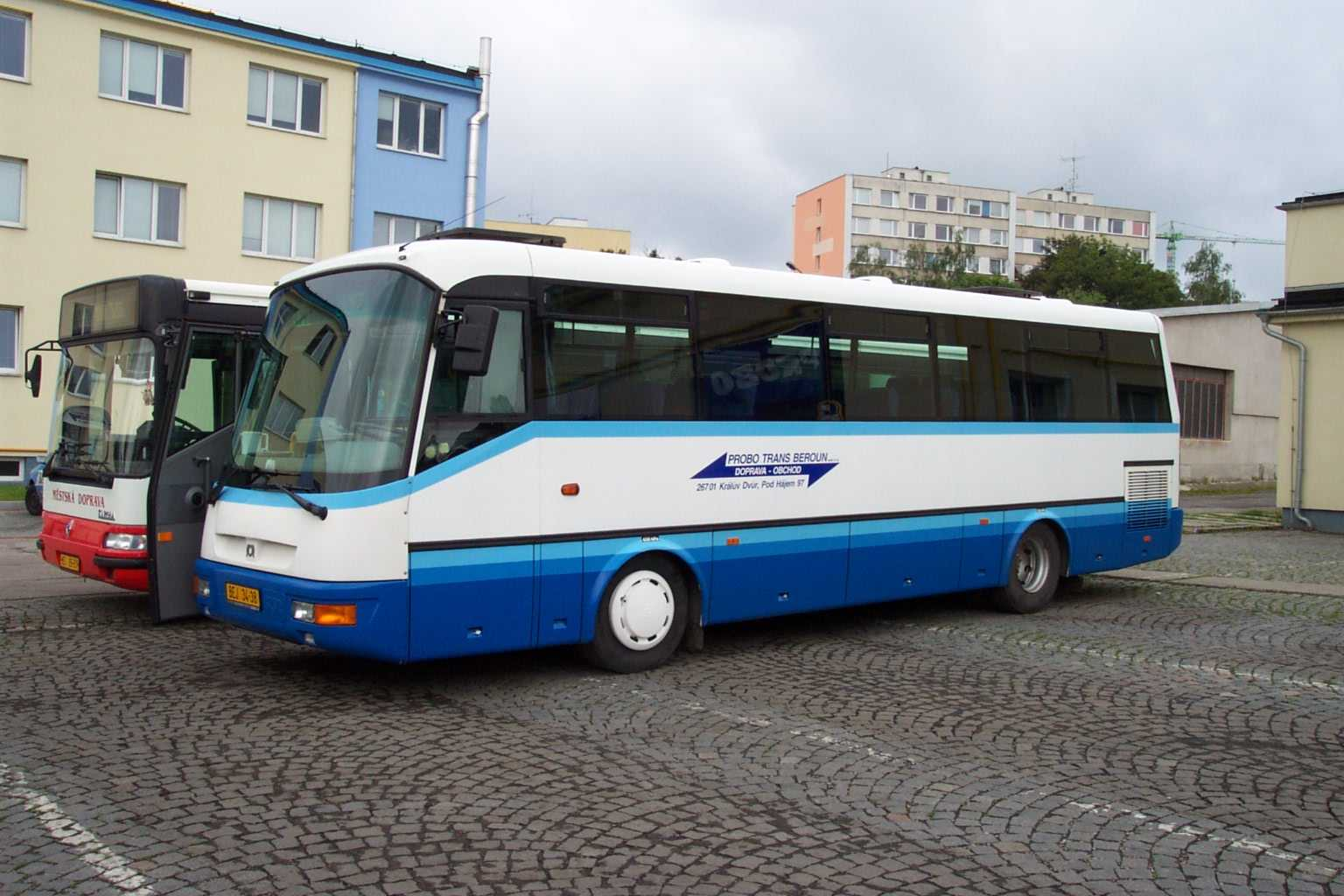
SOR C 9,5
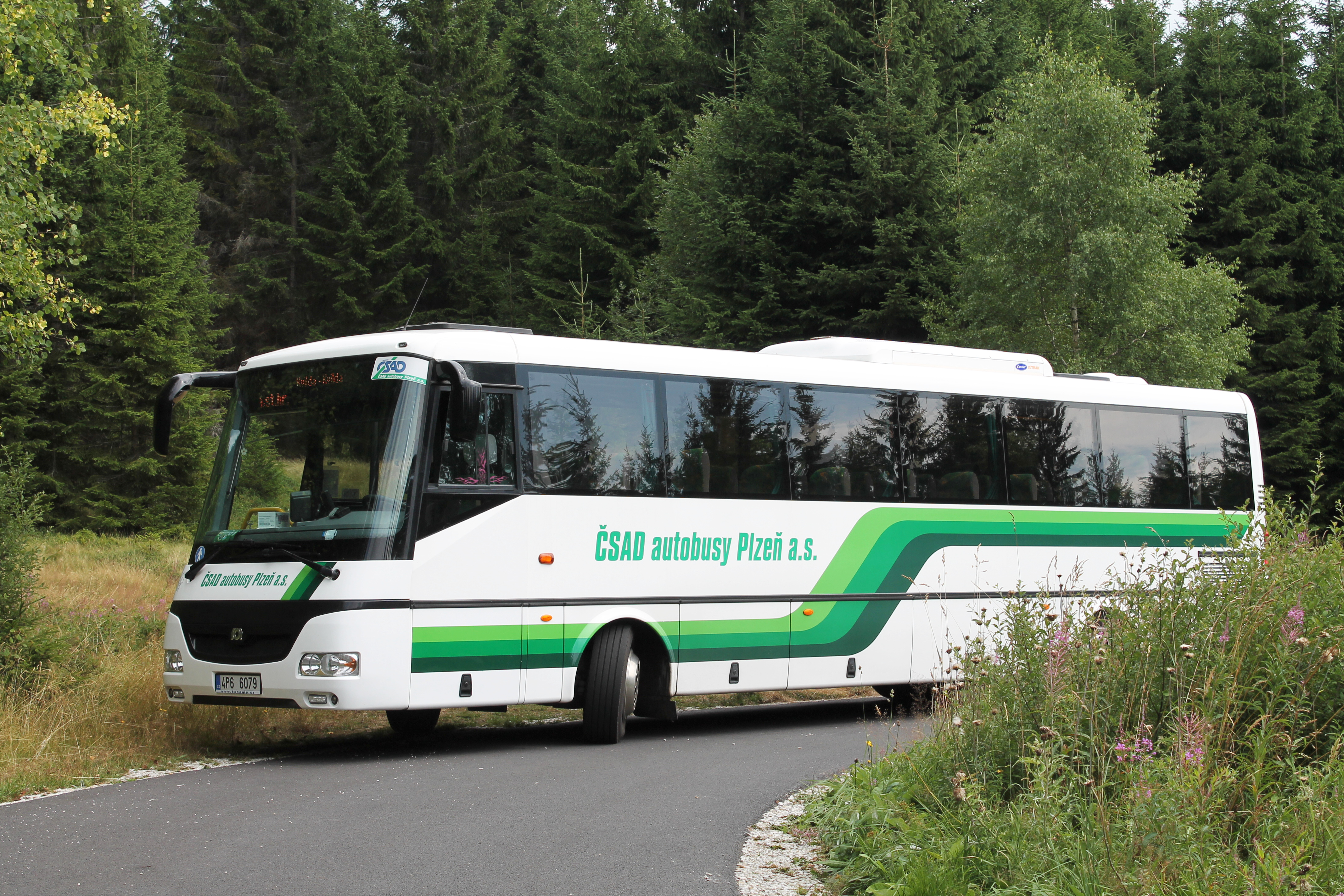
SOR C 10,5
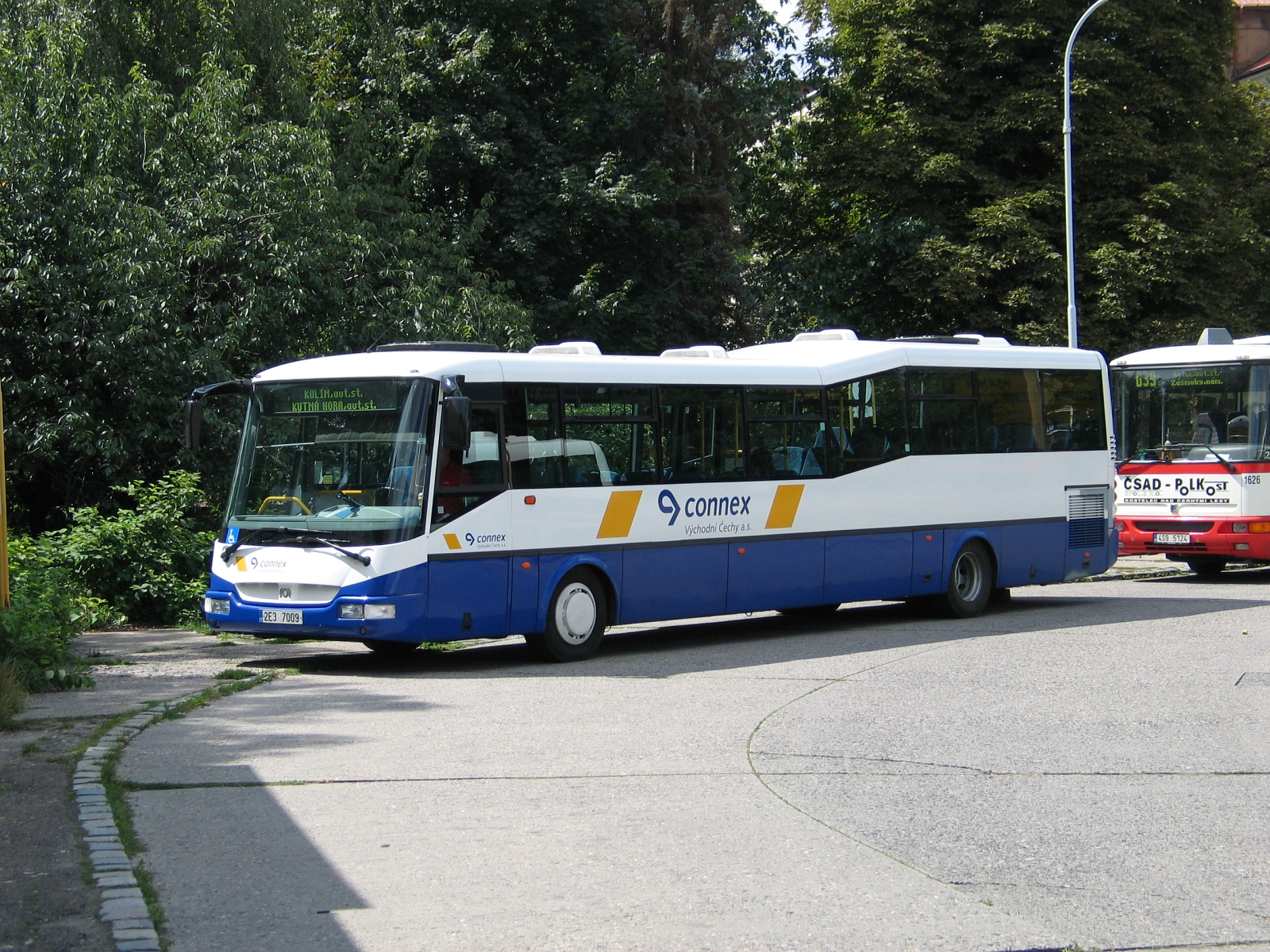
SOR CN 12
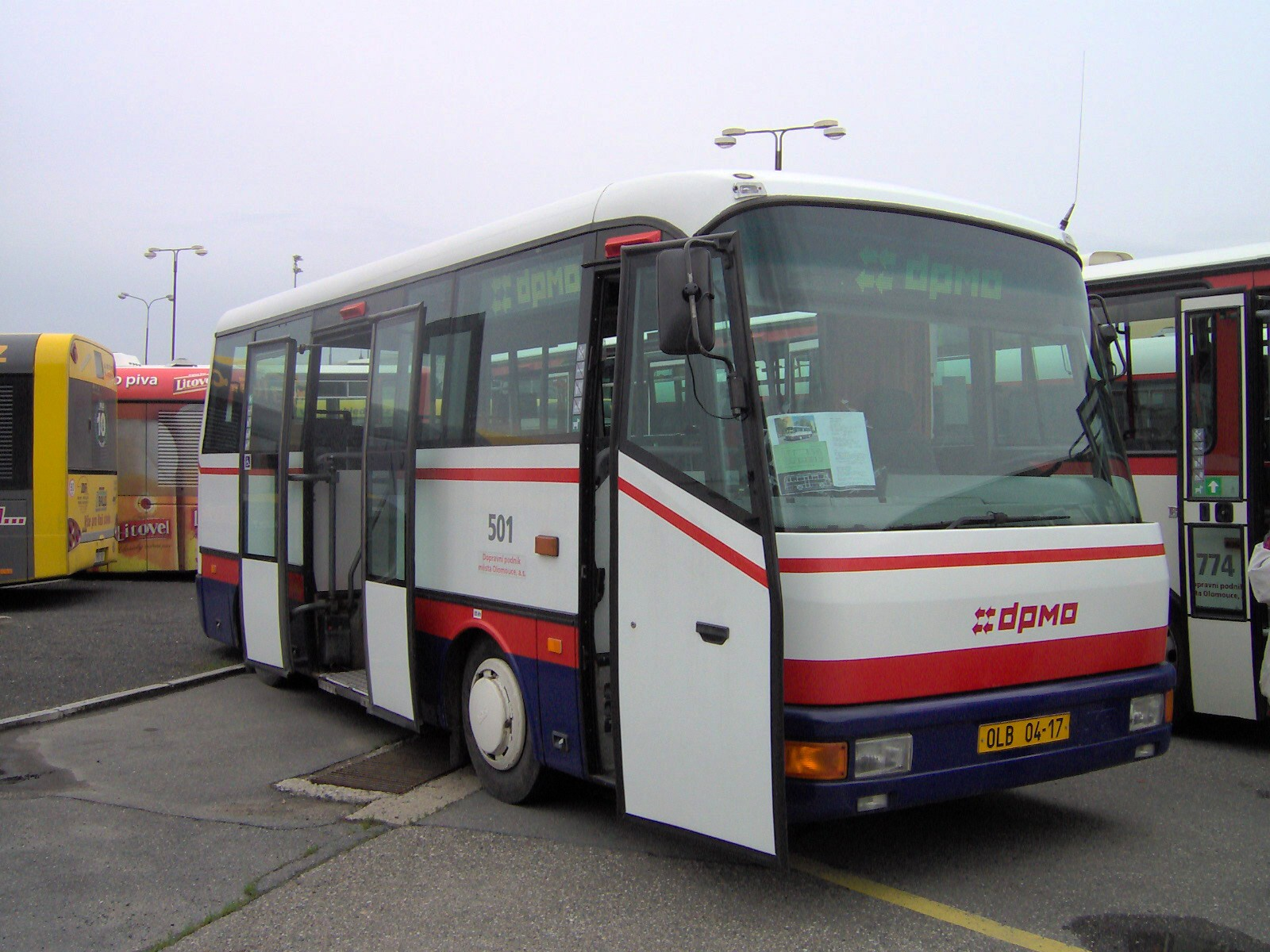
SOR B 7,5
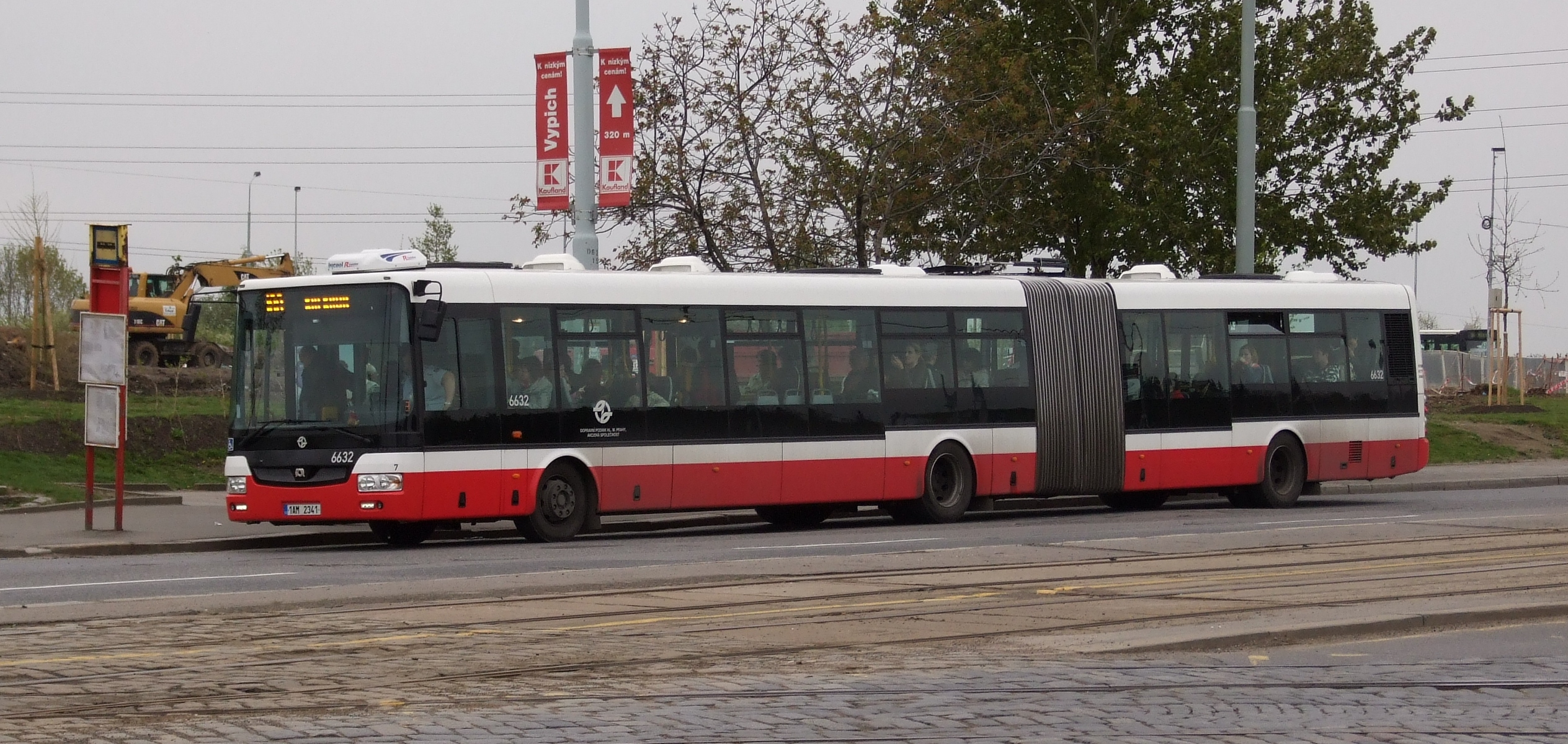
SOR NB 18 City
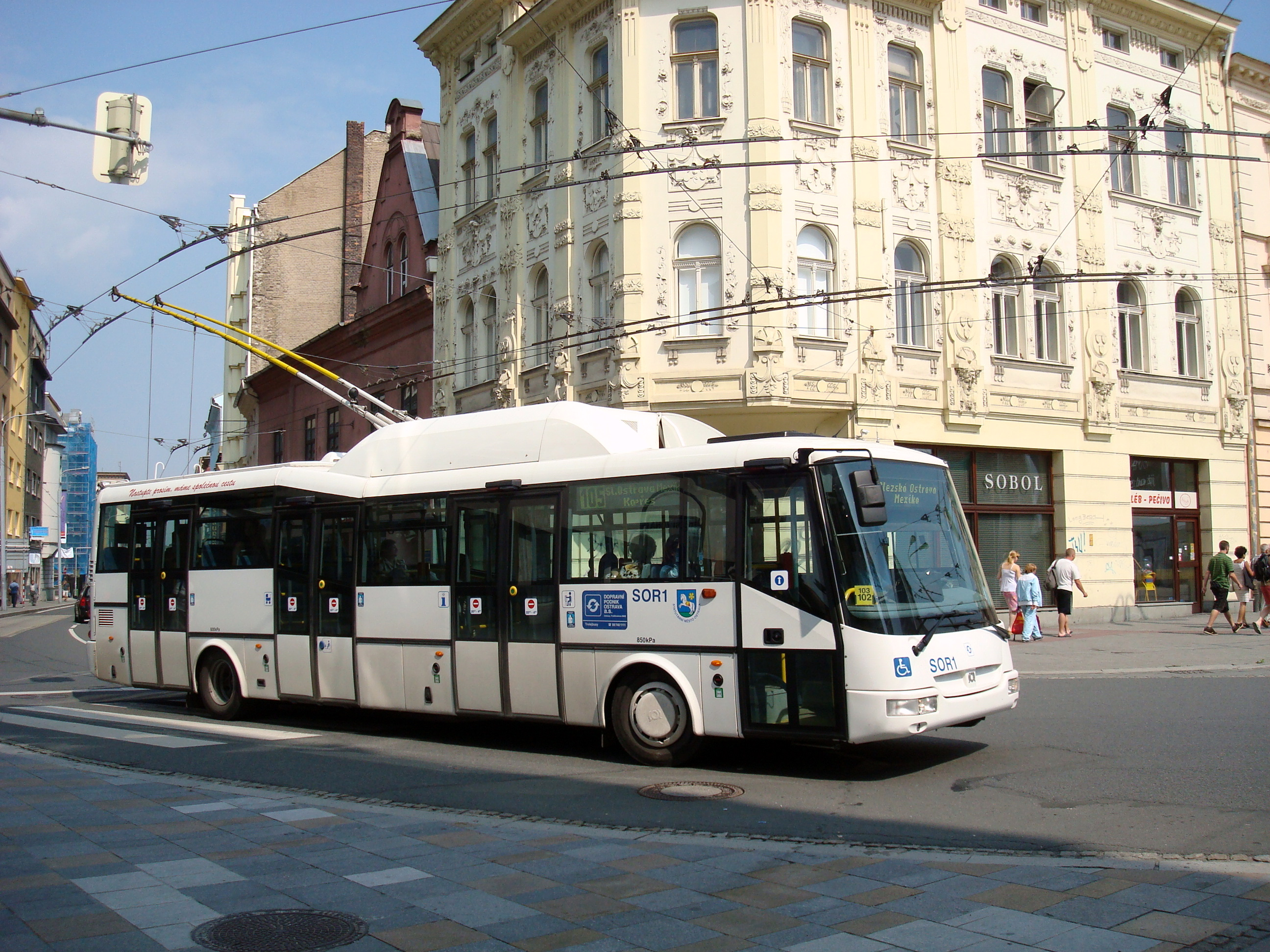
SOR TN 12 A trolibusz
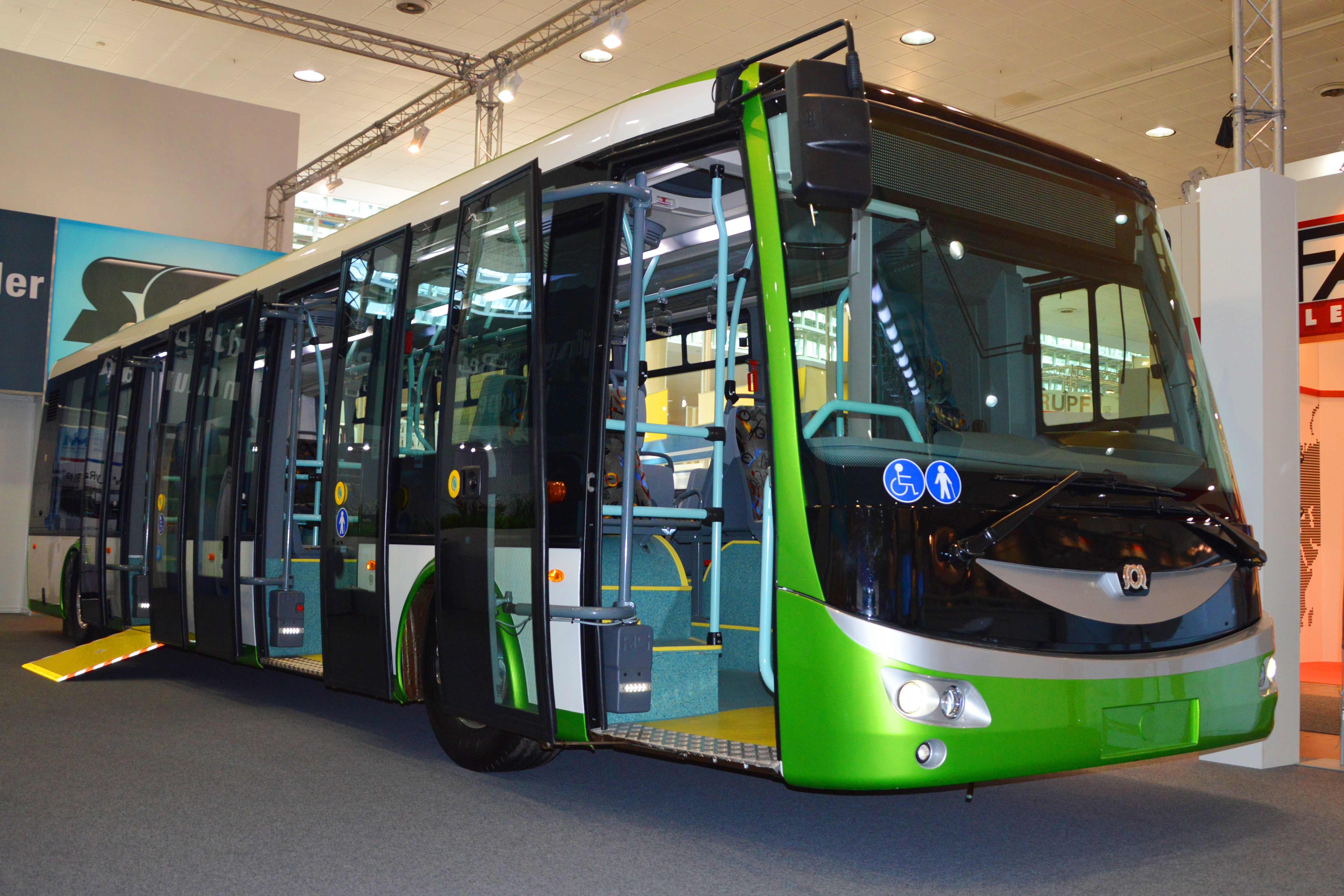
SOR EBN 11 elektromos busz

## Külső hivatkozások
- A SOR honlapja (csehül és angolul)